# بهمن نادری‌پور

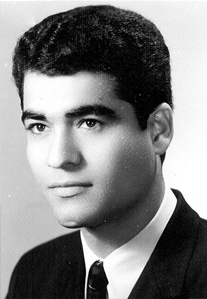
بهمن نادری‌پور

بهمن نادری‌پور، با نام مستعار تهرانی (۱۳۲۴ در تهران – ۳ تیر ۱۳۵۸) یکی از بازجویان ساواک در زندان کمیته مشترک ضدخرابکاری بود. وی به شکنجه‌کردن انقلابیون متهم شده بود و به همین اتهام نیز محاکمه و مجرم شناخته شد و به اعدام محکوم گردید.

## استخدام در ساواک

شرح دادگاه بهمن نادری‌پور و فریدون توانگری در دادگاه انقلاب

تهرانی در سال ۱۳۴۶ با مدرک دیپلم وارد سازمان امنیت و اطلاعات کشور (ساواک) شد. مدتی در ادارات بایگانی و فیش مشغول به کار بود و سپس به بخش ۳۱۱ که وظیفه‌اش جمع‌آوری خبر در گروه‌های کمونیستی بود انتقال یافت. او در این بخش به رهبری عباسعلی شهریاری در فرایند نفوذ به حزب توده قرار گرفت و در دستگیری بیژن جزنی و گروهش نقش ایفا کرد. وی در حین خدمت تحصیلات خود را تا مقطع لیسانس در دانشگاه تهران ادامه داد.
در اواخر سال ۱۳۴۹ عضو کمیته‌ای در اداره سوم شد که وظیفه آن شناسایی عوامل اعتراضات سراسری دانشگاه‌ها بود. تهرانی از جمله شرکت کنندگان در تیرباران نُه نفر (چریک و مجاهد) در ارتفاعات اوین بود. در سال ۱۳۵۵ جهت گذراندن دوره‌های تخصصی عازم آمریکا و اسرائیل شد.

## مرگ
با پیروزی انقلاب ۱۳۵۷، تهرانی مدتی به زندگی مخفی روی آورد و در اوایل سال ۱۳۵۸ توسط نیروهای انقلابی دستگیر شد. تهرانی به دلیل ماهیت انقلاب اسلامی، سعی در انکار شکنجه افراد مذهبی داشت.

وی سرانجام با گفتن جمله زیر با حکم اعدام تیرباران شد.
من جنایت کرده‌ام و باید کشته شوم… آنچه را که من کرده‌ام شمر نکرده بود من باید اعدام شوم در غیر این صورت نمی‌توانم به صورت مردم نگاه کنم…

## تصاویر

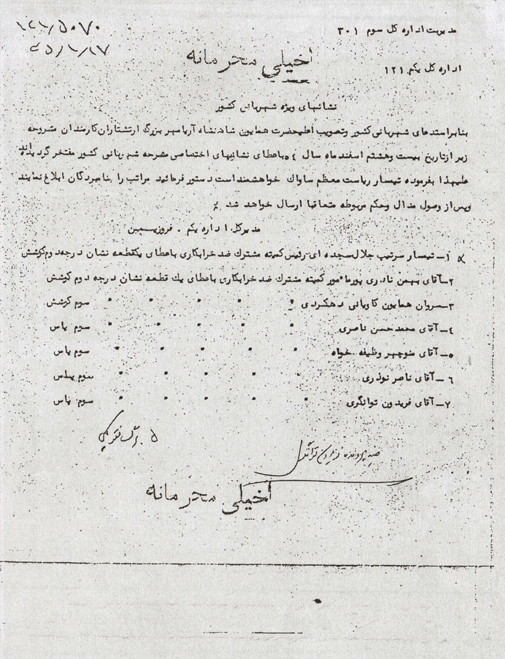
درخواست اعطای نشان افتخار به کارمندان ساواک
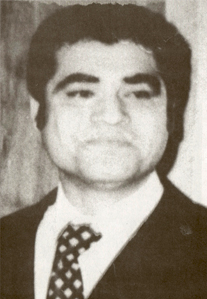
عکسی از بهمن نادری‌پور